# 马提亚斯·尤库姆松
马提亚斯·尤库姆松（1835年11月11日—1920年11月18日），冰岛信义宗牧师、诗人、剧作家与译者，因其抒情诗与1874年写就的冰岛国歌《赞美歌》歌词而著称。

## 生平
马提亚斯1835年11月11日出生于冰岛西部鳕鱼峡湾斯科加尔的一个贫农家庭，并在学习神学后的30岁时在雷克雅未克信义宗神学院被授以圣职，先后服务于奥迪与阿克雷里，他还做过报纸编辑和教师。尤库姆松的神学观点倾向于一位论，曾数次前往欧陆进修。
马提亚斯亦是一个高产的译者，特别是从英语作品翻译为斯堪的纳维亚语言，其译著包括莎士比亚的《哈姆雷特》《麦克白》《罗密欧与朱丽叶》与《奥赛罗》。
马提亚斯的流行喜剧《暗影斯温》于1860年首演，常被誉为冰岛首部成功演出的戏剧。1874年，他在苏格兰爱丁堡为魏因比昂·斯魏因比昂逊作曲的歌曲《赞美歌》填词，该歌曲后来成为冰岛的国歌。
1920年11月18日，他在阿克雷里的家中房屋“胜利高地”（Sigurhæðir）去世，并葬于当地，胜利高地后来成为其纪念场馆。